# Адебо
Адебо (д/н — 1797) — 30-й алаафін (володар) держави Ойо в 1796—1797 роках.

## Життєпис
Можливо, був сином Абіодуна. Після повалення і самогубства алаафіна Аволе Арогангана за допомоги ойо-месі (вищої ради) став новим правителем. Опинився у складній ситуації, оскільки аджеле (намісники провінцій) переважно не визнавали його, намагаючись стати незалежними. Більшість васалів, зокрема Дагомея, припинили сплачувати данину. Очільник заколоту проти його попередника — Афонджа — в Ілоріні оголосив про незалежність, отримуючи допомогу від солагберу (йоруба-мусульман), кочівників-фульбе. Спроба його приборкати закінчилася поразкою.
Зрештою 1797 року його повалив Маку.